# Juan Sebastián Aragón
Juan Sebastián Aragón Triana(Bogotá , 11 de marzo de 1972) es un actor de televisión colombiano. Interpretó el papel de Óscar Reyes en la novela Las aguas mansas (1998) y posteriormente trabajó en la versión de esta novela, Pasión de gavilanes (2003-2004), interpretando a Armando Navarro.

## Filmografía

### Televisión
| Año       | Título                             | Personaje                   |
| --------- | ---------------------------------- | --------------------------- |
| 2017      | La luz de mis ojos                 | Dr. Carlos Márquez          |
| 2016-2017 | La ley del corazón                 |                             |
| 2016      | La niña                            | Coronel Javier Alzate       |
| 2013-2014 | Comando Elite                      | Capitán Luis Carlos Torres  |
| 2011      | Confidencial                       |                             |
| 2010      | El Cartel 2                        | Rodolfo Villate 'El Rockie' |
| 2009      | Regreso a la guaca                 | Nelson Venegas              |
| 2009      | Sin retorno                        |                             |
| 2007-2008 | La marca del deseo                 | Martín Laguna               |
| 2007      | Tiempo final                       | Gonzalo                     |
| 2005-2006 | Lorena                             | Julio.                      |
| 2003-2004 | Pasión de gavilanes                | Armando Navarro             |
| 2002      | El precio del silencio             | Santiago Bayona             |
| 1996-1997 | La viuda de Blanco                 | Fabio Júster Brinión        |
| 1996      | Mascarada                          | Jairo                       |
| 1995      | Sueños y espejos                   | Ricardo                     |
| 1994-1995 | Las aguas mansas                   | Óscar Reyes Guerrero        |
| 1994      | El oasis                           |                             |
| 1993-1994 | Dulce ave negra                    | Beto Alvaréz Muñoz          |
| 1993      | Crónicas de una generación trágica |                             |
| 1992      | Los motivos de Lola                |                             |
| 1992      | Generación XXI                     |                             |
| 1991      | Espumas                            |                             |
| 1990-1991 | Ana de Negro                       |                             |
| 1989      | Zarabanda                          |                             |
| 1989      | La espina                          |                             |
| 1988      | Los pecados de Inés Hinojosa       | Rodrigo Saino               |
| 1983      | Pequeños gigantes                  |                             |
| 1982      | Revivamos nuestra historia         |                             |

## Cine
| Año  | Título               |
| ---- | -------------------- |
| 2012 | La lectora           |
| 2010 | Póker                |
| 2006 | Soñar no cuesta nada |
| 2005 | Buscando a Miguel    |
| 2003 | El Rey               |
| 1995 | Edipo Alcalde        |
| 1981 | El Huacán            |

## Teatro
| Año  | Título                          | Teatro                         |
| ---- | ------------------------------- | ------------------------------ |
| 2012 | La leyenda de María Barilla     | Teatro Nacional                |
| 2011 | El Rehén                        | Teatro Nacional                |
| 2009 | Gorda                           | Teatro Nacional                |
| 2008 | La muerte de un viajante        | Teatro Nacional                |
| 2007 | El método Grönholm              | Teatro Nacional                |
| 2005 | Crónica de una muerte anunciada | Teatro Nacional                |
| 2004 | La fiesta del chivo             | Teatro Nacional                |
| 2001 | Los cabellos de Absalón         | Spanish Repertory Theater, EUA |
| 2001 | La Pasión según Antígona Pérez  | Spanish Repertory Theater, EUA |
| 2000 | Parece Blanca                   | Spanish Repertory Theater, EUA |
| 2000 | Fresa y Chocolate               | Spanish Repertory Theater, EUA |
| 1999 | La Gringa                       | Spanish Repertory Theater, EUA |
| 1999 | Crónica de una muerte anunciada | Spanish Repertory Theater, EUA |
| 1999 | Saturday, Sunday, Monday        | Mary Mc Arthur Theater, EUA    |
| 1999 | Shakespeare´s Women             | Mary Mc Arthur Theater, EUA    |
| 1999 | Cinders                         | Mary Mc Arthur Theater, EUA    |
| 1992 | La cándida Eréndira             | Teatro Nacional                |

### Series Web
| Año  | Serie           |
| ---- | --------------- |
| 2012 | Susana y Elvira |

## Premios y nominaciones

### Premios TVyNovelas
| Año  | Categoría                             | Telenovela o serie     | Resultado |
| ---- | ------------------------------------- | ---------------------- | --------- |
| 2003 | Mejor actor protagónico de telenovela | El precio del silencio | Nominado  |
| 1997 | Mejor actor de reparto                | La viuda de Blanco     | Nominado  |
| 1995 | Mejor actor de reparto                | Las aguas mansas       | Nominado  |

### Otros premios
| Año | Premio                                       | Categoría                     | Telenovela o Serie | Resultado |
| --- | -------------------------------------------- | ----------------------------- | ------------------ | --------- |
|     | HOLA (Hispanic Organization of Latin Actors) | Mejor Actor en Teatro Hispano | -                  | Ganador   |